# Diplazium schultzei
Diplazium schultzei är en majbräkenväxtart som beskrevs av Georg Hans Emmo Wolfgang Hieronymus.
Diplazium schultzei ingår i släktet Diplazium och familjen Athyriaceae. Inga underarter finns listade i Catalogue of Life.